# Август (клоун)
Август (от нем. Dummer August — глупый Август) — амплуа клоуна в западноевропейском цирке. В русском цирке вариантом Августа является — рыжий. В данном амплуа часто выступал  Дубино.
Первые исполнители, развлекавшие публику в паузах между номерами, создавали образ бестолкового, суетливого рабочего манежа (униформиста), получившего название «глупый Август». Неловкие движения Августа ещё больше подчёркивали быстроту и слаженность действий настоящих униформистов. Его костюмом была карикатурная одежда работника манежа или подобие фрака. Постепенно образ приобрел самостоятельное значение.
В конце XIX века клоуны Том Беллинг, Дж. Гюйон, выступавшие как Августы, разыгрывали в паре с белым клоуном специальные маленькие пантомимы и сценки (антре). В этих сценках Август представал грубоватым, но детски наивным хвастуном и неудачником, не лишённым хитрости. Однако эти черты существенно изменялись в трактовке различных артистов. Костюм и грим приобрели условный характер: неестественно широкие, бесформенные брюки и длинный пиджак, огромные ботинки, буффонный грим. Комизм достигался также особыми движениями, восклицаниями, интонацией, карикатурным смехом и плачем. Игра Августа строилась на контрастах. Рядом с партнёром — белым клоуном, одетым в усыпанный блестками стилизованный костюм, с белым от пудры лицом, элегантным и высокомерным, — увалень и веселый растяпа Август казался особенно нелепым и смешным.
- Белый клоун и два рыжих в немецком цирке
- Олег Попов
- Пипо